# Martinsville (Ohio)
Martinsville – wieś w Stanach Zjednoczonych, w stanie Ohio, w hrabstwie Clinton.